# Kyle Dagostino
Kyle Patrick Dagostino (* 18. Mai 1995 in Tampa, Florida) ist ein US-amerikanischer Volleyballspieler.

## Karriere
Dagostino begann seine Karriere an der Berkeley Preparatory School in Tampa. Er war Kapitän der Mannschaft und gewann mit ihr 2014 die Florida-Meisterschaft. Mit den US-amerikanischen Junioren nahm er 2013 an der Weltmeisterschaft teil. Von 2015 bis 2019 studierte er an der Stanford University und spielte in der Universitätsmannschaft. Mit der Nationalmannschaft der Vereinigten Staaten erreichte er 2019 das Finale der Nations League. Bei der NORCECA-Meisterschaft 2019 stand er ebenfalls im Endspiel und wurde als bester Abwehrspieler und Libero ausgezeichnet. Nach dem Studium wechselte der Libero zu ACH Volley Ljubljana. Mit dem slowenischen Verein gewann er den nationalen Pokal und die Meisterschaft sowie die Mitteleuropäische Volleyball-Liga MEVZA. Außerdem spielte er mit Ljubljana in der Champions League. Im Juli 2020 wurde Dagostino vom deutschen Bundesligisten United Volleys Frankfurt verpflichtet. Aber der Vertrag wurde kurz vor Saisonbeginn aufgelöst und Dagostino kehrte zurück nach Ljubljana.
Im Dezember 2021 wechselte Dagostino zum finnischen Erstligisten Raision Loimu. In der Saison 2022/23 spielte er bei Nice Volley-Ball. Danach ging er zum französischen Ligakonkurrenten Narbonne Volley. 2024 wurde der Libero vom deutschen Erstligisten Berlin Recycling Volleys verpflichtet. Mit dem Verein gewann er den DVV-Pokal 2024/25 und die deutsche Meisterschaft. Auch 2025/26 spielt Dagostino für Berlin.